# Historia de Hungría antes de la conquista húngara

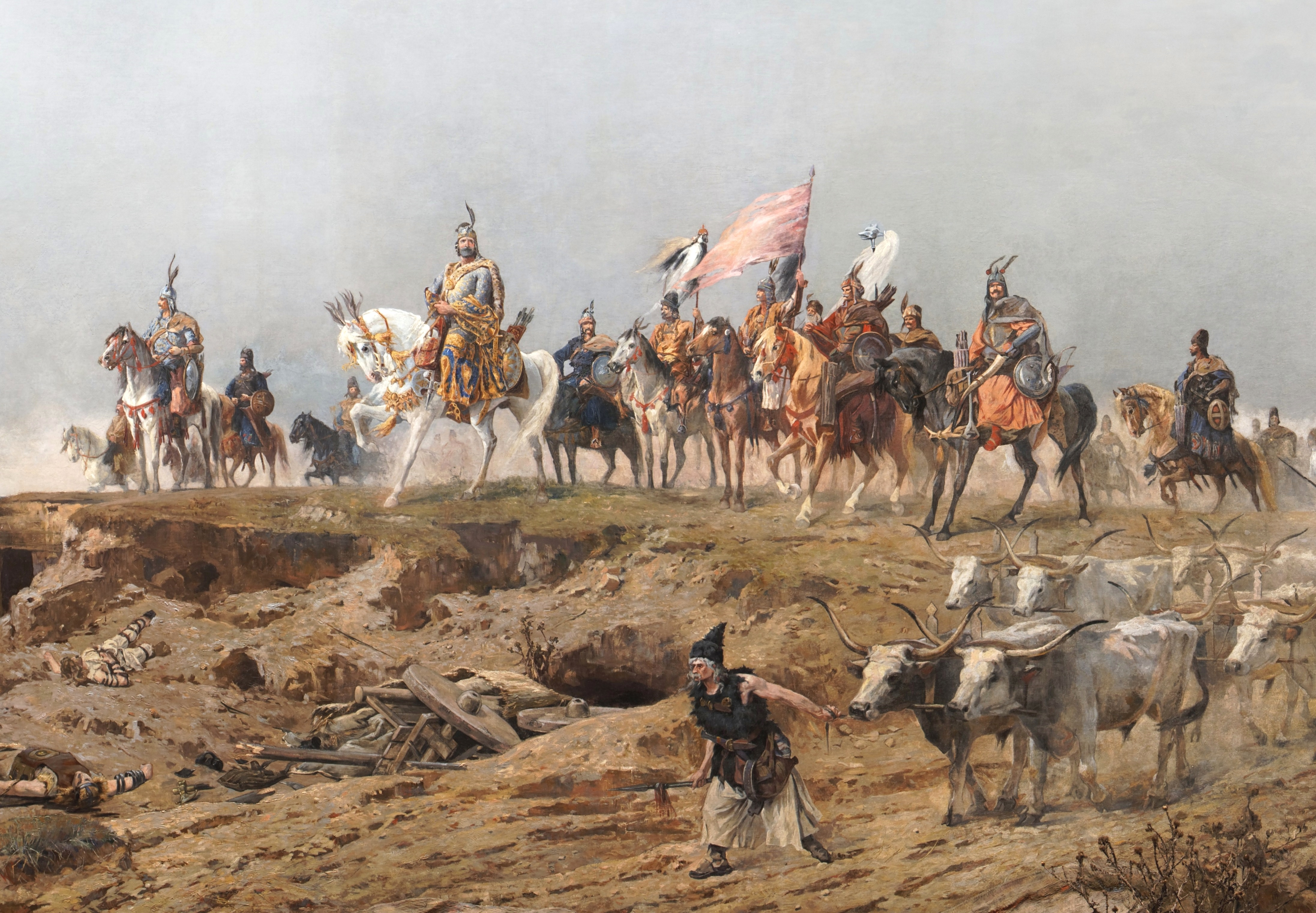
El gran príncipe Árpád cruzando los Cárpatos. Un detalle de la Llegada de los húngaros, el vasto ciclorama de Árpád Feszty y sus ayudantes (1800 m²), pintado para celebrar el 1000.º aniversario de la conquista magiar de Hungría, ahora expuesto en el Parque Nacional del Patrimonio de Ópusztaszer en Hungría.

La historia de Hungría antes de la conquista húngara abarca el período anterior a la conquista magiar (húngara) en el siglo IX de los territorios que se convertirían en el Principado de Hungría y luego en el dominio del reino de Hungría.
La cuenca panónica, relativamente cálida y fértil, fue objeto de asentamientos desde hace unos 500 000 años. Los primeros restos conocidos pertenecen al Homo heidelbergensis en el Paleolítico Medio, con el descubrimiento del fósil Samu datado hace 300.000 años. Hay escasa o inexistente evidencia de presencia humana hasta los neandertales hace unos 100 000 años. Los humanos anatómicamente modernos llegaron a la cuenca de los Cárpatos antes del 30000 a. C. y pertenecían a la cultura auriñaciense. Algunas fuentes también distinguen una cultura muy local, la cultura de Szeleta, pero esta afirmación es discutida. El desarrollo en el Paleolítico es similar al del resto de Europa y los hallazgos tanto de la cultura auriñaciense como de la subsiguiente cultura Gravetiense (cazadores de mamuts) se pueden encontrar hasta Francia y España. Los sitios mesolíticos son raros, pero comienzan a aparecer después de estudios sistemáticos, especialmente en el área de Jászság, en el norte de Hungría (Jászberény I). El asentamiento neolítico comienza con la cultura de Starčevo-Körös-Criş, datada por carbono alrededor del 6200 a. C. El Neolítico Medio ve la cultura de la cerámica de bandas occidental en Transdanubia y Satu-Mare (Szatmar) y la cerámica lineal oriental (llamada "cerámica lineal Alföld" en Hungría) en el este. El resto de la Edad de Piedra está marcado por evidencias arqueológicas mínimas o aún no procesadas, con la excepción de la cultura de la cerámica de bandas, la «civilización tipo jardín» que introdujo la agricultura en la cuenca de los Cárpatos.
Durante las Edades del Cobre y del Bronce, tres grupos significativos fueron las culturas de Baden, Makó y Ottomány (no confundir con los turcos otomanos). La mayor mejora fue obviamente la metalurgia, pero la cultura de Baden también provocó la cremación e incluso floreció el comercio a larga distancia con áreas remotas como el Báltico o Irán durante los períodos Makó y Ottomány. Los cambios turbulentos durante la Edad del Bronce tardía dieron fin a la civilización nativa, relativamente avanzada.
La Edad del Hierro comenzó alrededor del 800 a. C., asociada con los tipos de artefactos tracio-cimerios, que representan la superposición de las esferas culturales pre-escitas (cultura Novocherkassk) y pre-celtas (cultura de Hallstatt). La extensión de la cultura de Hallstatt por el oeste de Transdanubia es evidente desde aproximadamente el 750 a. C. Este periodo vio la inmigración masiva de nómadas indoeuropeos que se cree que eran de ascendencia del antiguo Irán. Sin embargo, a medida que pasaba el tiempo, la cuenca de los Cárpatos atrajo la inmigración desde todas las direcciones: los celtas Halstatt procedentes desde Occidente fueron los primeros y más influyentes, llegados alrededor de 750 a. C., los misteriosos sigynnae alrededor del 500 a. C., los panonios (se supone que una confederación tribal iliria que dio nombre a la futura provincia romana) y los celtas (tauriscos) en el siglo IV a. C. Los celtas escordiscos se establecieron en el sur de Transdanubia a partir del 279 a. C., después de haber sido derrotados en Delfos. Los boii alcanzaron el noreste de la cuenca de los Cárpatos en el II. La primera etnografía griega ubica a los agatirsos y sigynes en la región.
La era romana en el territorio de la actual Hungría comienza con varios ataques entre el 156 y el 70 a. C., pero su progresiva conquista fue interrumpida por el rey dacio Burebista, cuyo reino se extendía hasta la actual Eslovaquia en su mayor extensión. Sin embargo, el período de dominación dacia no duró mucho y entre el 35 y el 9 a. C. los romanos habían sometido el territorio al oeste del río Danubio. Desde entonces hasta el final del siglo IV d. C., Panonia, la parte occidental de la cuenca de los Cárpatos, fue parte del imperio, primero como subprovincia de Pannonia de la provincia de Illyricum y, finalmente, como provincia de Pannonia. Bajo el dominio romano, se fundaron muchas ciudades contemporáneas como Budapest, Győr o Sopron y florecieron la población romanizada y la cultura en su conjunto: ciudades, carreteras pavimentadas y fuentes escritas fueron parte de los avances. Los emperadores romanos en ocasiones también toleraron que otras tribus se establecieran en el territorio, como los Iazyges o los vándalos. El cristianismo se difundió durante el siglo IV d. C., cuando se convirtió en la religión del Estado. En las etapas finales romanas la cuenca carpática estuvo bajo la influencia mediterránea de la civilización grecorromana durante un breve período. Los godos se establecieron en Dacia en el siglo IV.
Después del fin del Imperio Romano Occidental en el siglo V por la presión que supuso la inmigración de las tribus germánicas y de los carpianos, el período de las grandes migraciones continuó trayendo muchos invasores a Europa central, comenzando con el Imperio huno (370-469 aproximadamente), que en 430 ya habían establecido un vasto, aunque breve, dominio en Europa centrado en la cuenca. Numerosas tribus germánicas vivían junto a ellos como godos, marcomanos, cuados o gépidos, los últimos de los cuales se mantuvieron más tiempo y cuyos pueblos se habían incorporado en el imperio huno. Los ostrogodos, que habían sido vasallos de los hunos, establecieron su propio reino tras la desintegración del dominio huno.
Otros grupos que llegaron a la cuenca de los Cárpatos durante el siglo VI fueron los gépidos, los lombardos y los eslavos. Los hérulos dominaron a los gépidos, solo para ser derrocados por otra tribu nómada importante, los ávaros que fundaron el jaganato avaro en la década del 560, un Estado que mantuvo la supremacía en la región durante más de dos siglos y cuyo gran poderío militar le permitió atacar a los Estados vecinos. Al igual que los hunos, los ávaros establecieron un imperio allí y representaron una amenaza significativa para sus vecinos, pero finalmente fueron derrotados tanto por los Estados vecinos como por las luchas internas (alrededor de 800). Sin embargo, la población avara se mantuvo bastante estable hasta la conquista húngara. Las guerras constantes y la presión externa lo acabaron debilitando. Los francos de Carlomagno derrotaron a los avaros en una serie de campañas durante la década de 790. A mediados del siglo IX, se creó una nueva marca franca: el Principado de Balaton, también conocido como Baja Panonia.

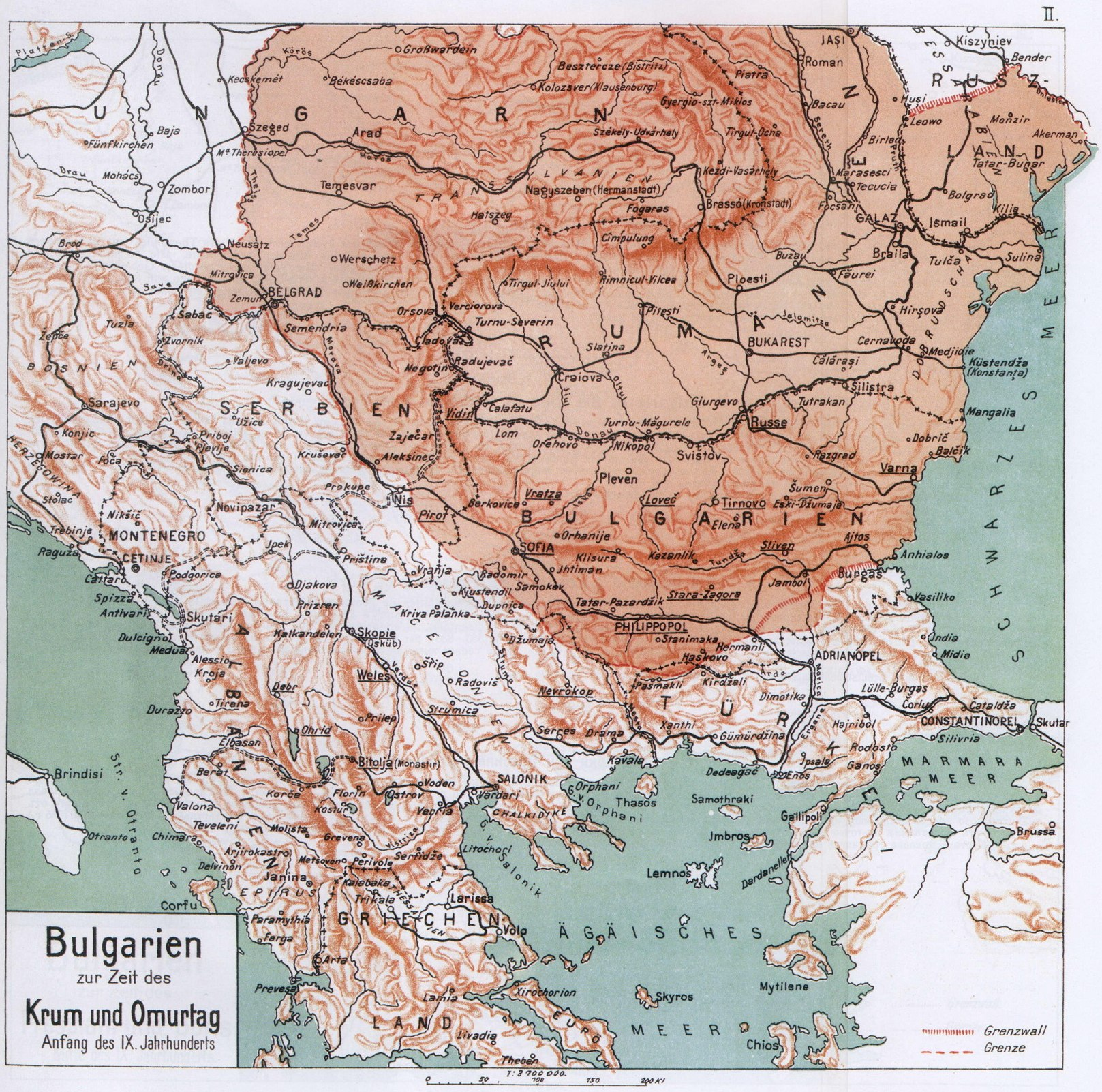
Bulgaria en tiempos del kan Krum

En 803 Krum se convirtió en kan de Bulgaria. El nuevo gobernante, enérgico, fijó su atención en el noroeste, donde los antiguos enemigos de Bulgaria, los ávaros, experimentaban dificultades y reveses contra los francos de Carlomagno. Los ejércitos búlgaros aniquilaron militarmente a los ávaros y destruyeron su Estado entre 804 y 806. Krum se apoderó de la parte oriental del antiguo jaganato ávaro y extendió su autoridad sobre las tribus eslavas de la zona. Bulgaria se extendió desde el Danubio medio hasta el norte de Budapest y el Dniéster, aunque no es seguro que dominase Transilvania. En 813, el Krum se apoderó de Odrin y saqueó toda la Tracia oriental. Tomó cincuenta mil cautivos, que se establecieron en territorio búlgaro al norte del Danubio.
El territorio panónico se dividió entre Francia Oriental y el Primer Imperio Búlgaro con la parte noreste bajo el Principado eslavo de Nitra, luego parte de la Gran Moravia. Este Estado duró hasta la llegada de las tribus magiares, la conquista húngara (ca. 860-907).

### Edad de Piedra

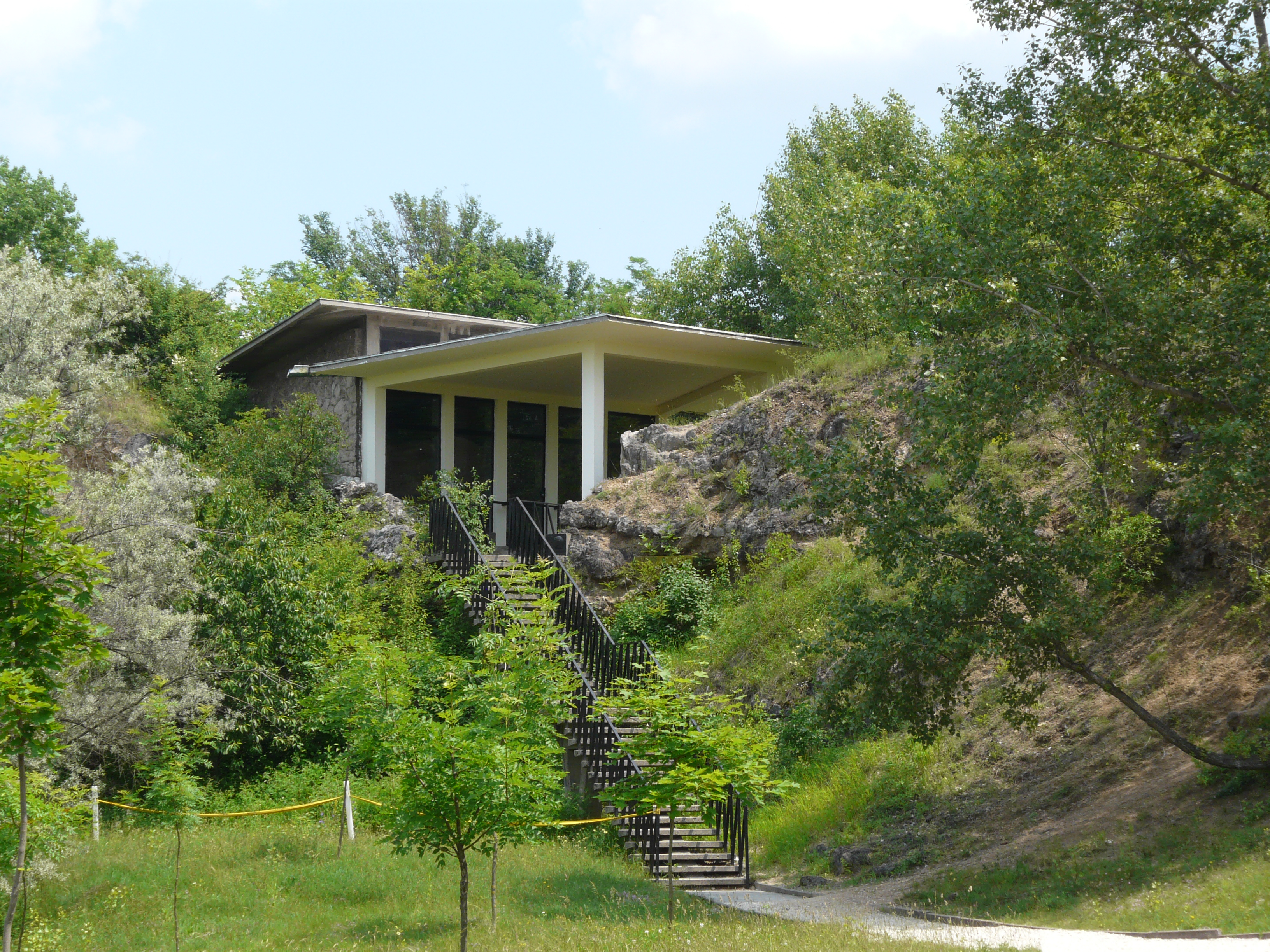
Entrada al sitio arqueológico de Vértesszőlős donde se encontró el hueso occipital de "Samu" was found.

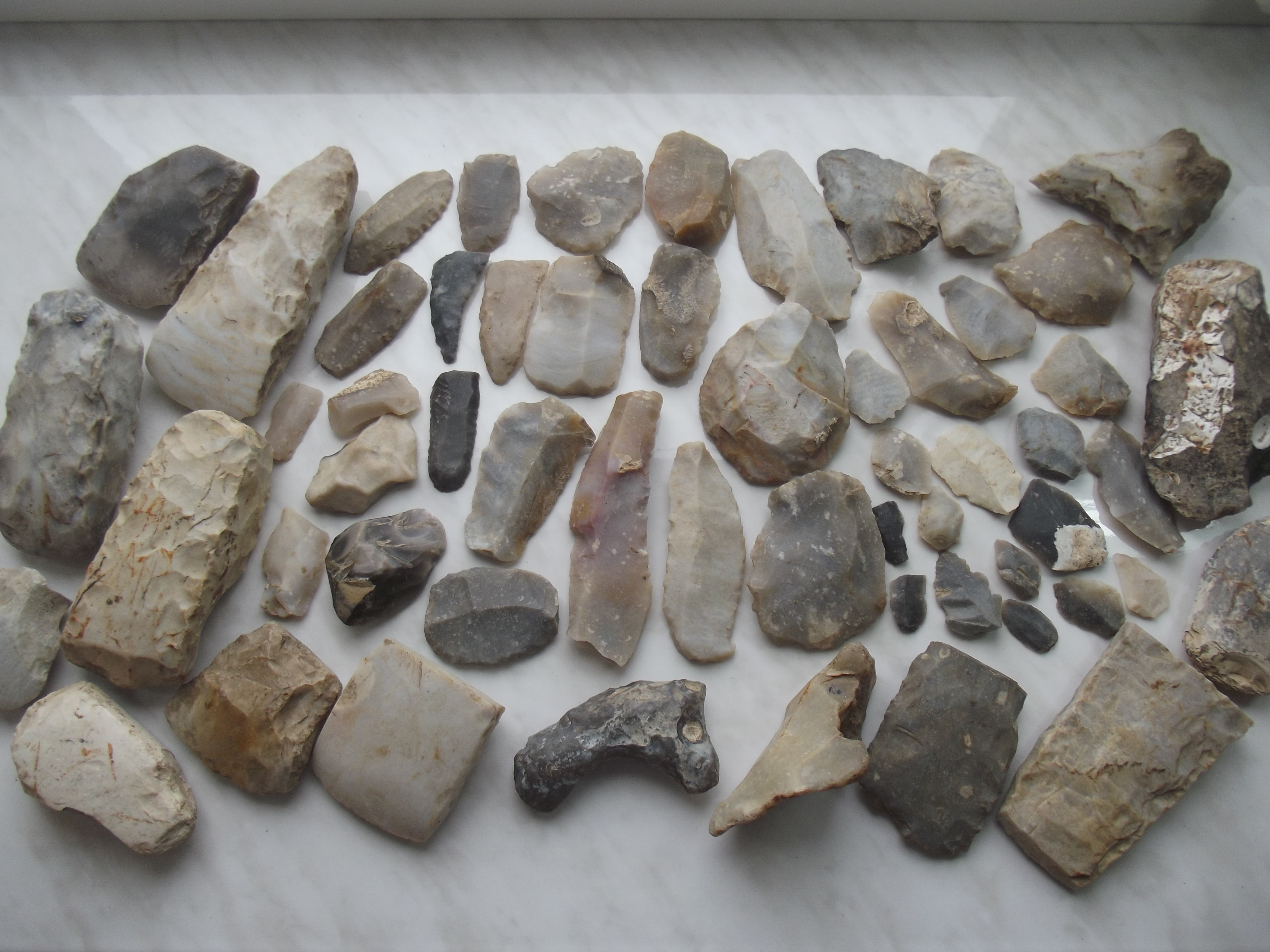
Herramientas de piedra de la cultura Cucuteni-Trípolje

El sitio arqueológico más antiguo en la cuenca de los Cárpatos que arrojó evidencia de presencia humana —huesos humanos, herramientas de guijarros y desechos de cocina— fue excavado en Vértesszőlős en Transdanubia en la década de 1960.
El sitio del Pleistoceno medio está situado en cuencas de toba calcárea con un diámetro de 3−6 metros que habían construido los manantiales cálidos cercanos. El sitio en Vértesszőlős estuvo ocupado cinco veces entre hace aproximadamente 500 000 y 250 000 años. Se encontraron el hueso occipital de un hombre adulto de Homo heidelbergensis, que ahora se conoce como Samu, y un diente de leche de un niño. También se encontraron herramientas de cuarcita y guijarros de sílex recogidos en el río cercano, así como una chimenea con hogares hechos de huesos de animales triturados, con restos de caballos salvajes, uros, bisontes, ciervos rojos, ciervos, lobos, osos y dientes de sable.
Hay una brecha en el registro arqueológico, sin evidencia de presencia humana entre hace 250 000 y 100 000 años.
Los primeros yacimientos del Paleolítico Medio datan del período transitorio entre los períodos glaciares de Riss y Würm hace unos 100 000 años. Restos de cráneos muestran que los neandertales habitaban el noreste de Transdanubia y las montañas Bükk durante este período. Los neandertales que vivieron en la región de Érd entre aproximadamente 100 000 y 40 000 años utilizaron guijarros de cuarcita. Dirigieron expediciones hasta las colinas de las montañas Gerecse para cazar osos de las cavernas, caballos salvajes, rinocerontes lanudos y otros animales. Una comunidad neandertal se asentó cerca de los manantiales de agua caliente en Tata hace unos 50 000 años. Cazaban crías de mamut, oso pardo, caballos salvajes y ciervos de caña. Un objeto plano ovalado hecho de lamelas de dientes de mamut, similar al tjurunga de los indígenas australianos, fue encontrado en el sitio. Un tercer grupo de neandertales se instaló en las cuevas de las colinas Pilis, Vértes. Visitaron regularmente las montañas Bükk y los Cárpatos Blancos para recolectar materia prima para sus herramientas. El íbice fue la principal presa de los neandertales de los sitios del Paleolótico Medio en las montañas Bükk. Además de la piedra local, utilizaron materia prima de los Cárpatos Blancos y la región del río Prut. La investigación arqueológica sugiere que los neandertales desaparecieron de las regiones del norte de la cuenca de los Cárpatos hace unos 40 000 años.
Las últimas investigaciones muestran que las primeras comunidades de humanos anatómicamente modernos llegaron a la cuenca de los Cárpatos entre el 33.000 y el 28000 a. C.. En consecuencia, la cohabitación de neandertales y humanos modernos en el territorio, que fue asumida por estudios anteriores, no puede ser probada. El grupo auriñaciense de humanos modernos que se estableció en la cueva de Istállóskő utilizó principalmente herramientas hechas de huesos y utilizó la cueva como un campamento estacional durante sus cacerías de rebecos, ciervos, renos y otros animales locales. Sus herramientas de piedra sugieren que llegaron a las montañas Bükk desde los Cárpatos del norte y de la región del Prut. Según un punto de vista académico, se puede distinguir una cultura arqueológica local, la cultura Szeleta, que representa una transición entre el Paleolítico Medio y el Paleolítico Superior y que se caracteriza por sus puntas de lanza en forma de hoja de alrededor del 32000 a. C.. Sin embargo, la existencia de una cultura arqueológica distinta no es unánimemente aceptada por los especialistas, porque la mayoría de las herramientas prehistóricas de la homónima cueva de Szeleta (en el lado oriental de las Bükk) son similares a las encontradas en los sitios del Paleolítico superior de Europa Central.
Atraídos por la rica fauna de las tierras bajas en el centro de la cuenca de los Cárpatos, grupos de cazadores gravetienses penetraron en el territorio desde el oeste hace unos 27 000 años. Los pastizales centrales no estaban cubiertos por hielo ni siquiera en el máximo de la última glaciación (hace unos 20 000 años). Los recién llegados se asentaron en las colinas a lo largo de los ríos Hernád y Bodrog. Principalmente cazaban mamuts y alces y usaban hojas de piedra para trabajar piel, huesos, astas y madera. Los hallazgos artísticos son raros; por ejemplo, en Bodrogkeresztúr se encontró un disco con bordes dentados, que estaba hecho de piedra caliza pulida. Una segunda ola de gravetienses llegó durante el período más cálido que comenzó hace unos 20 000 años. Hicieron sus herramientas principalmente de guijarros, de manera similar a las comunidades del Paleolítico Inferior, pero no se puede detectar continuidad entre los dos grupos. Se han excavado restos de chozas semisumergidas en el sitio en la cima de una colina cerca de Sárvár, donde también se encontraron huesos de reno. En el sitio también se encontró una cornamenta de reno perforada (pero no decorada). Además de los asentamientos permanentes, fueron desenterrados campamentos temporales de cazadores gravetienses en las llanuras del Jászság y alrededor de Szeged. Hace unos 15 000 años, nuevos cazadores llegaron al territorio; sus asentamientos más conocidos estaban situados en el noreste de Transdanubia. Un colgante hecho con dientes de lobo, un par de dientes de ciervo y hallazgos similares sugieren que estos cazadores usaban adornos.

Culturas arqueológicas de Europa en el Neolítico, hacia el quinto milenio (el amarillo es el área de distribución de la cultura de la cerámica ornamental del oeste, el verde claro el área de la cultura de la cerámica ornamental del este).

Los sitios mesolíticos son raros, pero comienzan a aparecer después de estudios sistemáticos, especialmente en el área de Jászság (en latín, Jazygia) en el norte de Hungría (Jászberény I). El asentamiento neolítico comienza con la cultura Criş Körös, datada por carbono alrededor del 6200 a. C.. El Neolítico Medio ve la cultura de la cerámica de bandas occidental en Transdanubia y Satu-Mare (Szatmar) y la cerámica lineal oriental (llamada "cerámica lineal Alföld" en Hungría) en el este, convirtiéndose en Želiezovce (Eslovaquia) y Szakálhát y Bükk, respectivamente. A la cultura de Tisza del Neolítico Tardío le siguen las culturas eneolíticas de Tiszapolgár y de Bodrogkeresztúr.

### Edades de cobre y bronce

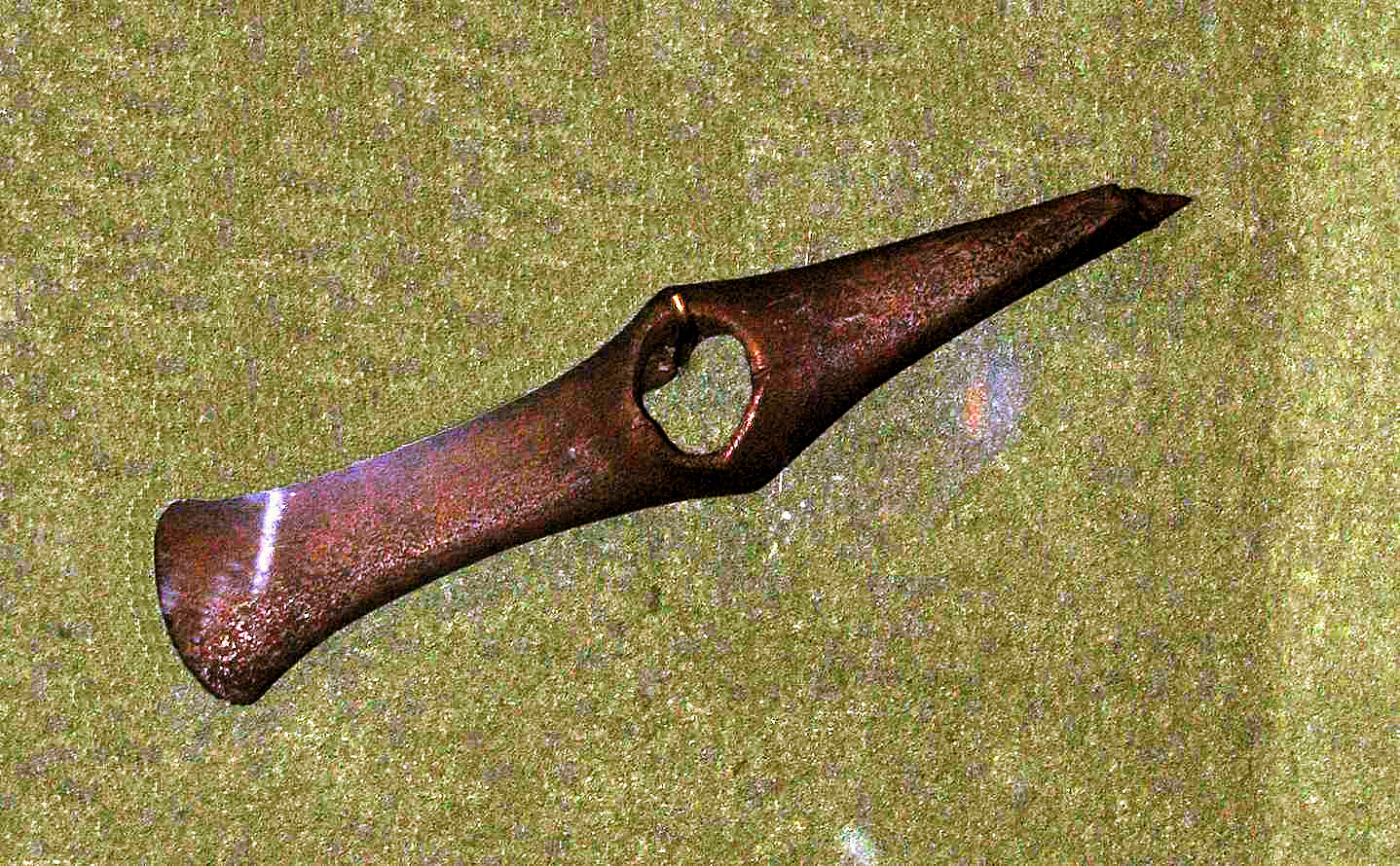
Pico de cobre de la frontera de Hajdúdorog

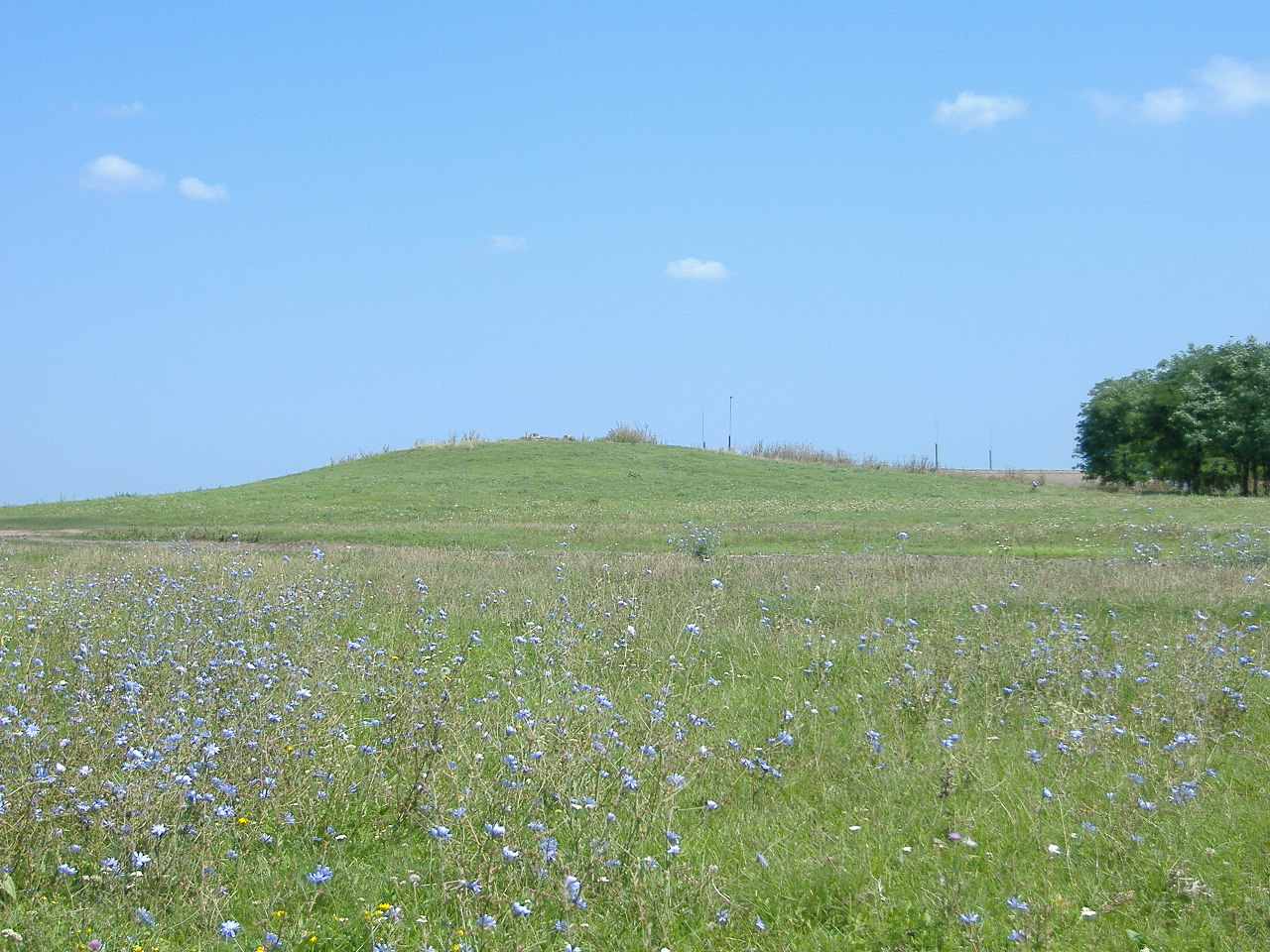
Montículo de Szálka en Hortobágy. Hay miles de tumbas similares en la región de Trans-Tisza.

La cultura de Baden (ca. 3600-2800 a. C.) fue una cultura material de la Edad del Cobre (Calcolítico) que se encuentra en Europa Central. En los sitios húngaros y eslovacos, los restos humanos cremados a menudo se colocaban en urnas antropomórficas, mientras que en Nitriansky Hrádok se ha encontrado una fosa común. El único cementerio conocido con tumbas individuales se encontró en un sitio temprano de Baden («fase Boleráz») está en Pilismarót, en el condado de Komárom-Esztergom, que también contenía algunos ejemplos de productos posiblemente exportados de la cultura de cerámica ornamentada con trazos (centrada en lo que hoy es Polonia). Algunos estudiosos afirman que la cultura de Baden fue un ejemplo temprano de una cultura indoeuropea en Europa Central.
Makó (una ciudad en el moderno condado de Csongrád) presta su nombre a una cultura material del III milenio a. C. (también conocida como la cultura Makó-Caka o Kosihy-Caka) y otros hallazgos arqueológicos de la Edad del Cobre / Bronce. Hay más de 180 sitios arqueológicos registrados alrededor de Makó, el más importante de los cuales se encuentra en Kiszombor. La cultura Makó a menudo se considera un subconjunto o una rama de la más amplia cultura Vučedol, centrada en Vukovar). Si bien no hay consenso sobre las afiliaciones culturales de los sitios Makó, kurganes (túmulos funerarios), hebillas, joyas y equipo ecuestre que se encuentran cerca de Makó pueden sugerir vínculos con nómadas que emigrarían desde la estepa euroasiática. Y en fases posteriores, esos sitios contienen una gran cantidad de objetos asociados con los sármatas.
La cultura Ottomány (también conocida como cultura Otomani-Füzesabony) fue una cultura de la Edad de Bronce (ca. de 2100-1600 a. C.) que se extendía desde el este de Hungría y el oeste de Rumania hasta el sureste de Polonia y el oeste de Ucrania. El ámbar exportado en las rutas comerciales prehistóricas del Báltico se encuentra a menudo en los sitios Ottomány y el pueblo de esta cultura parece haber ocupado una parte central de la llamada ruta del ámbar, que conectaba los poderosos y en ascenso estados mediterráneo antiguos con la región suroriental del Báltico.

### Edad de Hierro
En la cuenca de los Cárpatos, la Edad del Hierro comenzó alrededor del 800 a. C., cuando una nueva población se trasladó al territorio y tomó posesión de los antiguos núcleos de población fortificados por movimientos de tierra. La nueva población pudo haber consistido en antiguas tribus iraníes que se habían separado de la federación de tribus que vivían bajo la soberanía de los cimerios Eran nómadas ecuestres y formaron la gente de la cultura Mezőcsát que usaba herramientas y armas hechas de hierro. Extendieron su dominio sobre lo que ahora es la gran llanura húngara y las partes orientales de Transdanubia.
Alrededor del 750 a. C., un pueblo de la cultura de Hallstatt ocupó gradualmente las partes occidentales de Transdanubia, pero la población anterior del territorio también sobrevivió y, por lo tanto, las dos culturas arqueológicas existieron juntas durante siglos. El pueblo de la cultura de Hallstatt se apoderó de las fortificaciones de la antigua población (por ejemplo, en Velem, Celldömölk, Tihany) pero también construyó otras nuevas cercadas con movimientos de tierra (por ejemplo, en Sopron). La nobleza fue enterrada en tumbas de cámara cubiertas por tierra. Algunos de sus asentamientos situados a lo largo de la ruta del ámbar se convirtieron en centros comerciales.
Entre 550 y 500 a. C., nuevos pueblos se asentaron a lo largo del río Tisza y en Transilvania. Su inmigración puede haber estado relacionada con las campañas militares del rey Darío I de Persia (522-486 a. C.) en la península de los Balcanes o con las luchas entre los cimerios y los escitas. Esos pueblos, que se establecieron en Transilvania y en el Banato, pueden identificarse con los Agathyrsi (probablemente una antigua tribu tracia cuya presencia en el territorio fue registrada por Heródoto); mientras que aquellos que vivían en lo que ahora es la Gran Llanura Húngara pueden identificarse con los Sigynnae. La nueva población introdujo el uso del torno de alfarero en la cuenca de los Cárpatos y mantuvo estrechos contactos comerciales con los pueblos vecinos.
Los panonios (una tribu iliria) pueden haberse trasladado a los territorios del sur de Transdanubia en el transcurso del siglo V a. C..

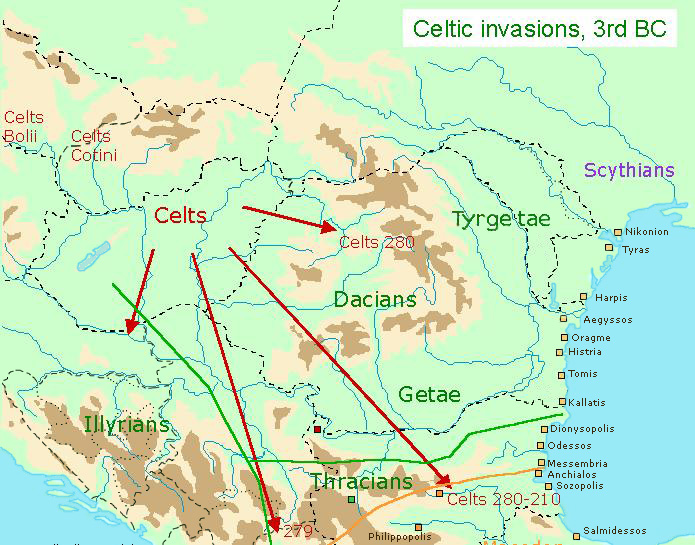
Expansión celta en la cuenca de los Cárpatos y los Balcanes en el

En el siglo IV a. C., las tribus celtas emigraron a los territorios alrededor del río Rába y derrotaron a los pueblos ilirios que vivían allí, pero los ilirios lograron asimilar a los celtas que adoptaron su idioma. En los años 290 y 280 a. C., los celtas que estaban migrando hacia la península balcánica pasaron por Transdanubia, y algunas de las tribus se establecieron en el territorio. Después de 279 a. C., los escordiscos  (una tribu celta), que habían sido derrotados en Delfos, se establecieron en la confluencia de los ríos Sava y Danubio y extendieron su dominio sobre las partes meridionales de Transdanubia. Alrededor de ese tiempo, las partes del norte de Transdanubia estaban gobernadas por los tauriscos (también una tribu celta) y hacia el 230 a. C., el pueblo celta (el pueblo de la cultura de La Tène) había ocupado gradualmente todo el territorio de la Gran Llanura Húngara. Entre 150 y 100 a. C., una nueva tribu celta, los boii se trasladaron a la cuenca de los Cárpatos y ocuparon las partes norte y noreste del territorio (principalmente el territorio de la actual Eslovaquia).

## Era romana

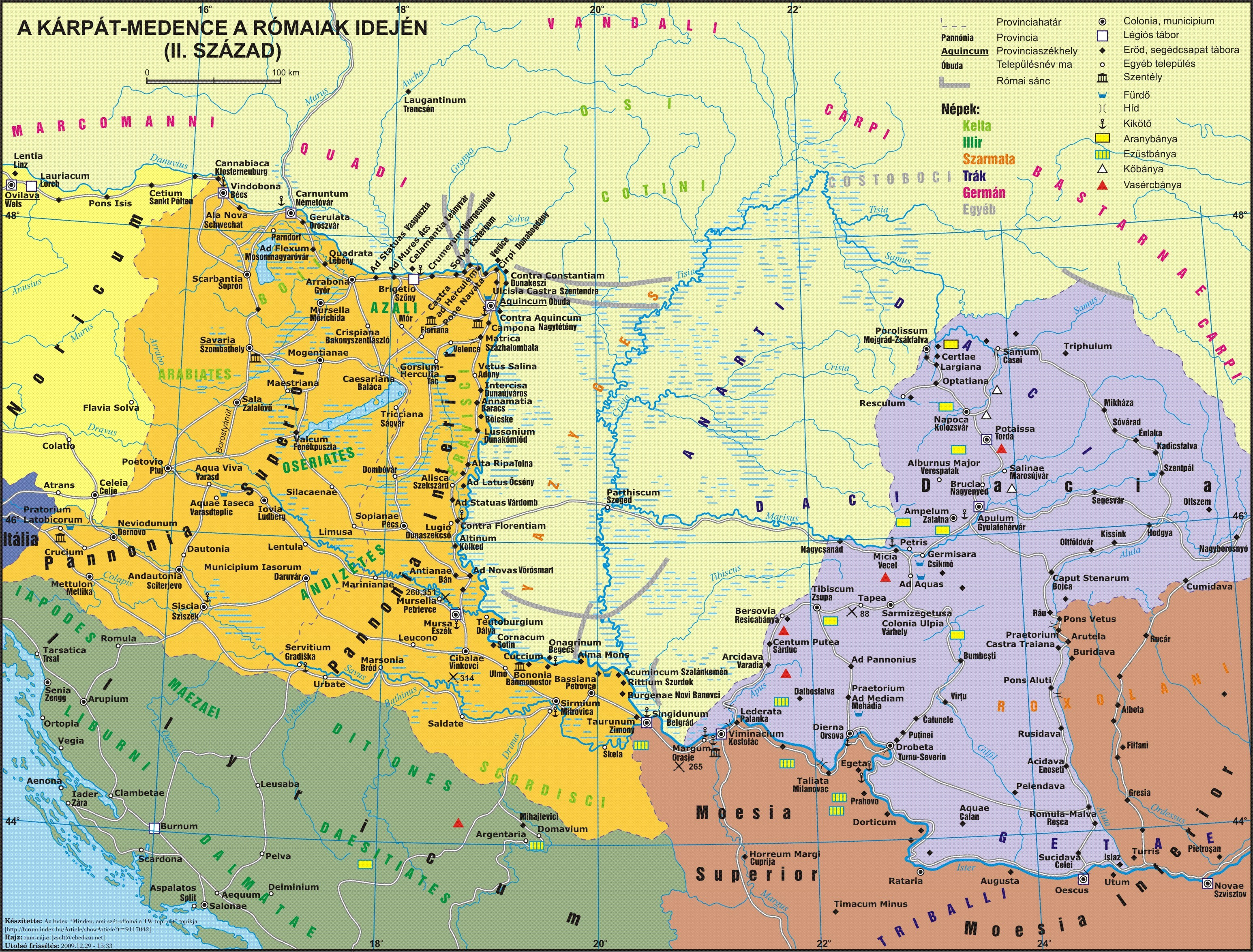
La cuenca de los Cárpatos y las provincias romanas de Panonia y Dacia en el.

Los romanos comenzaron sus incursiones militares contra la cuenca de los Cárpatos en el 156 a. C. cuando atacaron a los escordiscos que vivían en la región de Transdanubia. En 119 a. C., marcharon contra Siscia (hoy Sisak, en Croacia) y fortalecieron su dominio sobre la futura provincia de Illyricum al sur de la cuenca de los Cárpatos. En el 88 a. C., los romanos derrotaron a los escordiscos, cuyo dominio fue relegado a las partes orientales de Syrmia, mientras que los panonios se trasladaron a las partes septentrionales de Transdanubia. Cuando el rey Mitrídates VI del Ponto hizo planes para atacar a los romanos a través de la península de los Balcanes, se refirió a las tribus panónicas, y no a los escordiscos, como amos de la región en su camino; por lo tanto, parece que alrededor del 70-60 a. C., las tribus panónicas ya no estaban sometidas.
Alrededor del 50 a. C., las tribus principalmente celtas que vivían en el territorio se enfrentaron a Burebista, rey de los dacios (82-44 a. C.), quien de repente comenzó a expandir su dominio centrado en Transilvania. Las fuentes no indican claramente si Burebista fue el unificador original de las tribus dacias, o si sus esfuerzos por la unificación se basaron en el trabajo de sus predecesores. Burebista subyugó a los tauriscos y anartes; en el proceso, se enfrentó a una alianza tribal celta liderada por los boii. La victoria de Burebista sobre los celtas condujo no solo a la ruptura de su alianza tribal, sino también al establecimiento de asentamientos dacios en las partes del sur de la actual Eslovaquia. Burebista, sin embargo, fue víctima de sus enemigos políticos y su dominio se dividió en cinco y luego en cuatro partes.
El período comprendido entre el 15 a. C. y el 9 d. C. se caracterizó por los continuos levantamientos de los panonianos contra el poder emergente del Imperio romano. Los romanos, sin embargo, pudieron fortalecer su supremacía sobre las tribus rebeldes y organizaron el territorio ocupado en una nueva provincia.

### Provincia de Panonia
El Imperio romano sometió a los panonios, dacios, celtas y otros pueblos que vivían en ese territorio. El territorio al oeste del Danubio fue conquistado por el Imperio romano entre el 35 y el 9 a. C. y se convirtió en una provincia del Imperio con el nombre de Panonia. Las partes más orientales de la actual Hungría se organizaron más tarde (DC|106|0}}) como la provincia romana de Dacia (que duró hasta 271). El territorio entre el Danubio y el Tisza estuvo habitado por los sármatas yacigios entre los siglos I y IV d. C., o incluso antes (los restos más antiguos datan del 80 a. C.). El emperador romano Trajano permitió oficialmente que los Iazyges se establecieran allí como confederados. El territorio restante estaba en manos tracias (dacias). Además, los vándalos se asentaron en la parte superior del Tisza en la segunda mitad del siglo II d. C..
Los cuatro siglos de dominio romano crearon una civilización avanzada y floreciente. Muchas de las ciudades importantes de la Hungría actual se fundaron en esa época, como Aquincum (Budapest), Sopianae (Pécs), Arrabona (Győr), Solva (Esztergom), Savaria (Szombathely) y Scarbantia (Sopron). El cristianismo se difundió por Panonia en el siglo IV, cuando se convirtió en la religión oficial del Imperio.

## Período de migración

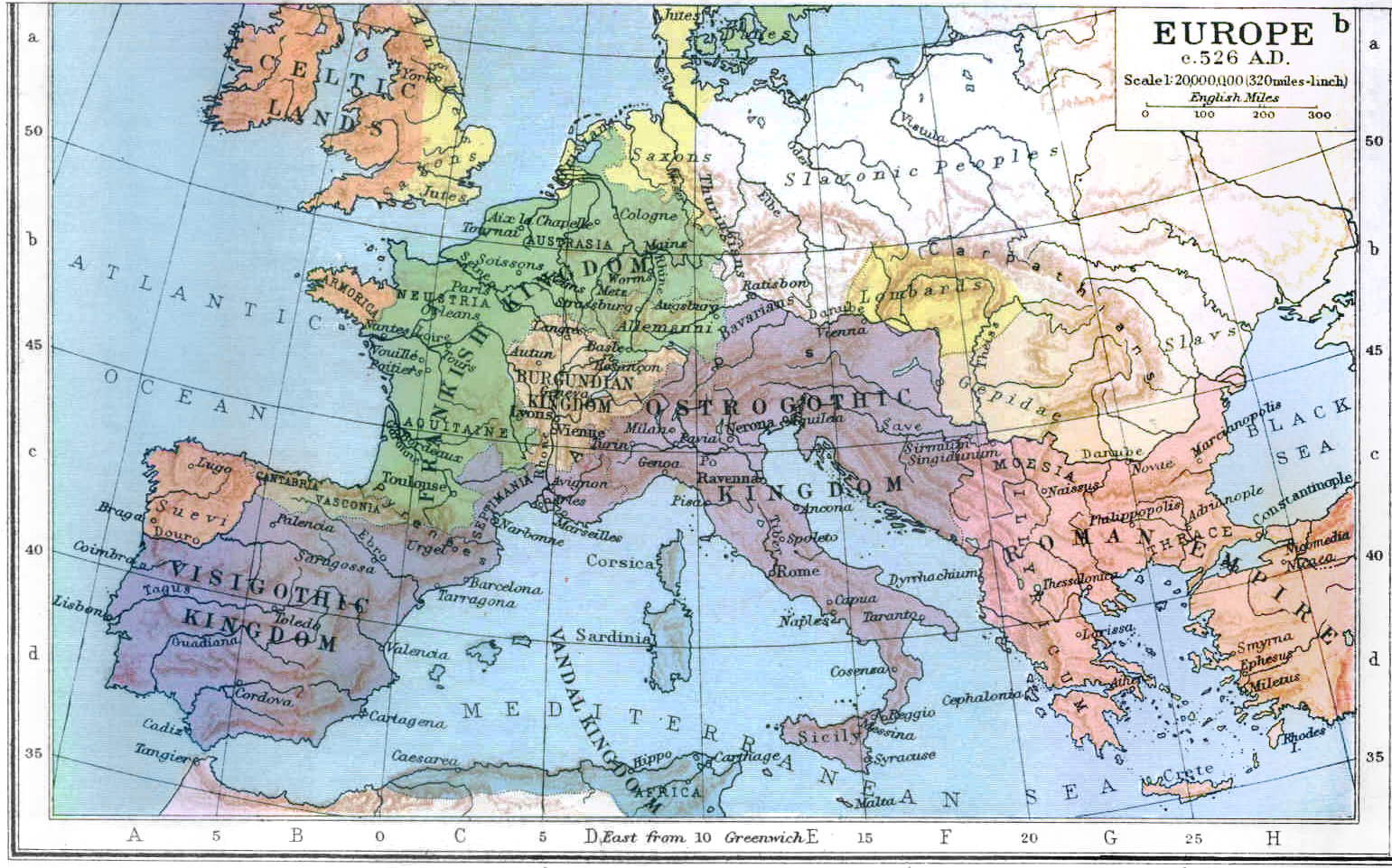
Europa en 526

En 375 d. C., los nómadas hunos comenzaron a invadir Europa desde las estepas orientales, instigando el período de las grandes migraciones. En 380, los hunos penetraron en la actual Hungría y siguieron siendo un factor importante en la región hasta bien entrado el siglo V.
Por la misma época (379-395), el Imperio romano permitió que los grupos de godos, alanos, hunos, marcomanos y cuados se asentaran en Panonia, que todavía era un territorio romano. Los visigodos, alanos, vándalos y la mayoría de los quadi y marcomanos, sin embargo, abandonaron este territorio alrededor del 400 y se trasladaron al oeste y sur de Europa.
Los hunos, aprovechando la salida de los godos, de los quadi, et al., crearon un imperio significativo en 423 con sede en Hungría. En 453 alcanzaron el apogeo de su expansión bajo el conocido conquistador Atila el Huno. El imperio se derrumbó en 455, cuando los hunos fueron derrotados por las tribus germánicas vecinas (como los cuados, gépidos y esciros).
Los gépidos (que habían vivido al este del río Tisza superior desde el 260 d. C.) se trasladaron luego a la cuenca de los Cárpatos orientales en el 455. Dejaron de existir en el 567 cuando fueron derrotados por los lombardos y los ávaros (ver más abajo).
Los ostrogodos germánicos habitaron Panonia, con el consentimiento de Roma, entre 456 y 471.

### Después de los romanos

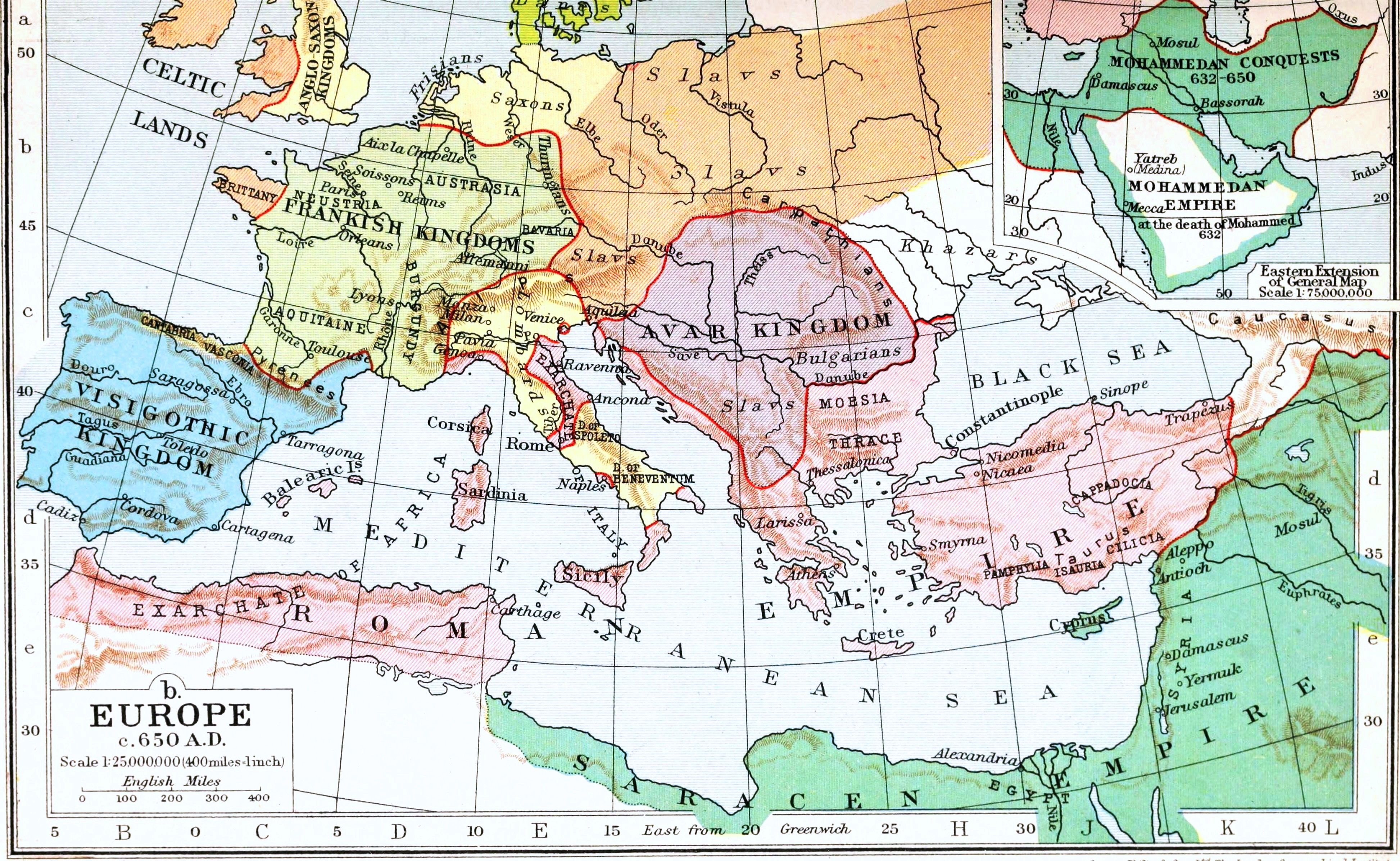
Los ávaros alrededor del 650

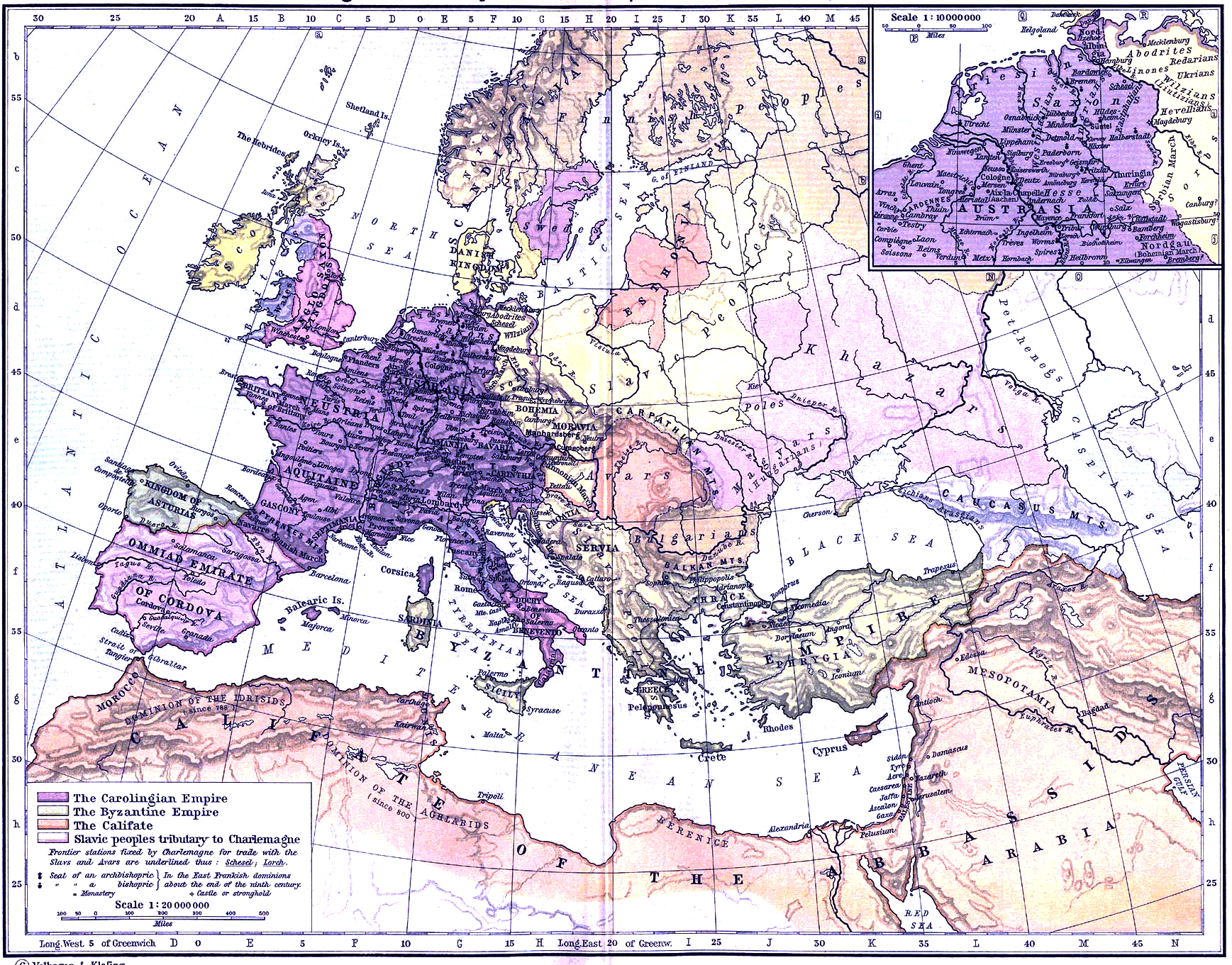
Europa alrededor de 800

La influencia romana en Panonia había comenzado a declinar desde la llegada de los hunos en el siglo IV. Los panonios romanizados que se quedaron crearon a finales del siglo V la cultura de Keszthely, alrededor del lago Balaton.
Los primeros eslavos llegaron a la región, casi con certeza desde el norte, poco después de la partida de los ostrogodos (471 d. C.), junto con los lombardos y hérulos. Hacia el 530, los lombardos germánicos se establecieron en Panonia. Tuvieron que luchar contra los gépidos y los eslavos. En 568, expulsados por los ávaros, se trasladaron al norte de Italia.
Los nómadas ávaros llegados desde Asia en la década de 560, destruyeron por completo a los gépidos en el este, expulsaron a los lombardos en el oeste y subyugaron a los eslavos, asimilándolos en parte. Los ávaros, al igual que los hunos décadas antes, establecieron un gran imperio, el kanato ávaro. Ese imperio fue destruido alrededor del 800 por los ataques de los francos y de los búlgaros y, sobre todo, por las disputas internas, sin embargo, la población ávara se mantuvo en número hasta la llegada de los magiares de Árpád. A partir de 800, toda el área de la cuenca de Panonia estuvo bajo control entre dos potencias (Francia Oriental y el Primer Imperio Búlgaro). Alrededor del 800, el noreste de Hungría se convirtió en parte del eslavo Principado de Nitra, que a su vez pasó a formar parte de la Gran Moravia en 833.
Además, después de 800, el sureste de Hungría fue conquistado por Bulgaria. Hungría occidental (Panonia) fue tributaria de los francos. En 839 se fundó el Principado eslavo de Balaton en el suroeste de Hungría (bajo la suzeranía de los francos). Durante el reinado de Svatopluk I, el noroeste de Hungría fue conquistado por la Gran Moravia. Panonia permaneció bajo control franco hasta la conquista húngara.

## Conquista húngara en la cuenca de los Cárpatos
Las primeras incursiones temporales de los húngaros en este territorio se produjeron en la década de 860.
Constantino VII en el De Administrando Imperio, escribe sobre las tribus magiares como Turcois ("turcos", es decir, jázaros), afirmando que hablaban un dialecto de «doble lengua». Se dice tradicionalmente que el príncipe Árpád fue la persona que condujo a las siete tribus ancestrales húngaras a la cuenca de los Cárpatos desde Etelköz, donde se encontraba el primer principado húngaro conocido (establecido en 830). Ese territorio estaba ubicado alrededor de los ríos Dnieper, Bug Meridional, Dniéster, Prut y Siret. Estas siete tribus húngaras (y las 3 tribus kabaras) establecieron el Principado de Hungría.